# Drajinac
Drajinac (cyr. Драјинац) – wieś w Serbii, w okręgu niszawskim, w gminie Svrljig. W 2011 roku liczyła 542 mieszkańców.